# Sedliště, Jičín
Sedliště là một làng thuộc huyện Jičín, vùng Královéhradecký, Cộng hòa Séc.